# Robin Meloy
Robin Meloy es una actriz estadounidense.

## Carrera
Robin Meloy es recordada por su papel en la película clásica de horror The House on Sorority Row, fue la única película donde actuó ya que se alejó del cine.

## Filmografía

### Películas
- The House on Sorority Row (1983) .... Jeanie